# Justus Hermann Ludwig Beneken
Justus Hermann Ludwig Beneken (* in Kirchdorf; † 3. Juli 1743 in Ratzeburg) war ein evangelisch-lutherischer Pastor und Superintendent für Lauenburg mit Sitz in Ratzeburg von 1738 bis 1743.

## Beruflicher Werdegang
Im Jahr 1719 trat Beneken eine Pfarrstelle in Husum im Amt Wölpe an.
1732 wurde er Superintendent in Börry im Amt Grohnde.
1738 wurde er nach Ratzeburg berufen, wo er am 19. Mai sein Amt als Superintendent und Pastor an der Stadtkirche St. Petri antrat.
In seiner Amtszeit wurde 1741 das Lauenburgische Einheitsgesangbuch unter dem Titel Evangelische Lieder-Theologie eingeführt.

## Werke
- Vorwort zu: Peter Busch (Hrsg.); Johann Arndt; Paul Gerhardt; Johannes Lassenius (Urheber): Evangelische Lieder-Theologie: Oder vollkommneres Lehr- und Geistreiches Gesang-Buch, für das Herzogthum Lauenburg, Worin Alle Glaubens- und Sitten-Lehren Evangelischer Kirche In 1200. geistreichen Liedern berühmter Evangelischer Theologen und erbaulicher Lehrer, wie auch Gottseliger Standes-Personen befindlich: Die bestmöglichst in Theologische Ordnung gebracht, mit gehörigen Rubricken, deutlichen Summarien, nützlichen Ueberschriften, kurzer Erklärung dunckeler Redens-Arten, nöthigen Parallel-Stellen heiliger Schrift, richtiger Anzeige der Autorum, Nicht weniger mit unterschiedenen nützlichen Registern, auch angehängtem Biblischen und geistreichen Gebet-Buche versehen, Lauenburg: Lauenburg, gedruckt und verlegt von Johann Christoph Berenberg: 1747 (Onlinefassung).